# Station Warnowo
Station Warnowo is een spoorwegstation in de Poolse plaats Warnowo.